# سریل اورشلیمی
تعالیم مسیحیت
در مورد زندگی سیریل اطلاع چندانی در دست نیست. او در سال ۳۴۸، در اوانِ سی‌سالگی، اسقف اورشلیم شد و مبارزه با بدعت آریانی را پیشه کرد و به‌خاطر آن طی چهارده سال سه بار از منصب خود عزل شد و در سال ۳۸۶ چشم از جهان فرو بست.
سیریل به‌خاطر یکی از آثارش بسیار مشهور است، یعنی مجموعهٔ بیست‌وچهار جلدیِ «اصول مسیحیت». این آثار را احتمالاً در سال ۳۵۰ و در کلیسای مقدس اورشلیم به افرادی تعلیم می‌دادند که برای تعمید آماده می‌شدند. عنوان درس اول، این تعالیم را چنین معرفی می‌کند: «دروس مقدماتی برای آنانکه آمادهٔ تعمید می‌شوند؛ دروسی که فی‌البداهه به تعمیدگیرندگان (منورشوندگان) تعلیم داده می‌شود». فرد بدعت‌کاری این دروس را نسخه‌برداری کرده بود، دروسی که به دو گروه تقسیم می‌شدند. نوزده درس اول که در ایام انابت تدریس می‌شد و شاگردان را برای تعمیدگرفتن در روز عید قیام آماده می‌ساخت. و پنج درس دیگر که در مورد توبه و ایمان و خلاصه‌ای از اصول اعتقادات مسیحی بود و پس از تعلیمات مقدماتی به تعمیدگرفتگان تعلیم داده می‌شد. در سال ۳۸۱، سیزده درس دیگر در تشریح اعتقادنامهٔ کلیسای محلیِ اورشلیم، که بسیار شبیه اعتقادنامهٔ نیقیه بود، در کنستانتینوپل منتشر شد. پنج درس گروه دوم که تعالیم Mystagogic نام داشت به نوتعمیدیافتگان تعلیم داده می‌شد که شرح کامل تعمید و تأیید و عشای ربانی بود. پیش‌تر بر این باور بودند که نه سریل بلکه جانشینش یوحنا این اصول را تعلیم می‌داده اما اکنون شواهد کافی در دست است که او خودْ تعلیم می‌داده، هر چند قدری متأخرتر از سایر مدرسین.
به‌مجرد ورود به حجرهٔ تعمید جامه از تن بَرکَنید که همانا سمبلی است از به‌در کردن انسان کهنه و اعمالش. و عریان شدن‌تان نیز سمبل پیروی از مسیح است که جامه‌اش را برکندند، و بر صلیبش نهادند، و هر چند عریان و مصلوب، اما تمام قدرت‌های تاریکی و اهریمنی را خلع‌سلاح کرد و بر آنها ظفر یافت. وقتی جامه از تن به‌در آوردید با روغن مقدس از سر تا پا مسح خواهید شد و به درخت زیتون نیکو پیوند خواهید خورد که همانا عیسای مسیح خداوند است. زیرا از درخت زیتونِ وحشی بریده و بر درخت زیتونِ نیکو پیوند می‌خورید و از فزونیِ بی‌پایان حیاتش بهره‌مند خواهید شد. پس روغن مقدس سمبولی است از سهیم‌شدن‌تان در دولتمندی مسیح، و همچون افسونی است که هرگونه تأثیر اهریمنی را از شما دور می‌سازد ... بعد به حوض مقدس تعمید می‌روید، همان‌گونه که مسیح را نیز از صلیب به مقبره‌ای بردند که اکنون در اورشلیم مقابل دیدگان ما است. از شما یک به یک می‌پرسند: «آیا به خدای پدر، به خدای پسر و به خدای روح‌القدس ایمان داری؟» و پس از آن سه بار در حوض تعمید فرو می‌روید، که تأییدی است بر سه روز در قبر ماندنِ خداوند عیسای مسیح ... پس هم‌زمان می‌میرید و تولد تازه می‌یابید، و آب تعمید (نجات) هم آرامگاه‌تان خواهد بود و هم مادرتان که شما را خواهد زاد. چنانکه سلیمان فرمود: «زمانی است برای زاده شدن و زمانی برای مردن» (جامعه ۳:۲). اما عکس این بر شما واقع شده، زیرا می‌میرید و باز تولد تازه می‌یابید. و این هر دو هم‌زمان بر شما واقع می‌شود، مرگ و حیات.
اصول تعالیم مسیحی، درس بیستم/تعمید